# Осмијум
Осмијум (Os, лат. osmium) прелазни је метал са атомским бројем 76. Име је добио по грчкој речи osme што означава мирис. Осмијум је заступљен у земљиној кори у количини од 1×10−4  (енгл. parts per million).
То је тврди, крхки, плавкасто-светли прелазни метал и припада платинској групи метала. Осмијум је најгушћи познати елемент у природи са густином од 22,59 g/cm3. Осим тога, он поседује највиши модул компресије међу свим елементима са 462 GPa, од којег имају виши само агрегирани дијамантни наноштапићи.
Биолошке функције осмијума код човека и других организама нису познате. У техничком смислу, осмијум се због своје веома високе цене користи само у апликацијама где је кључна особина издржљивост и чврстоћа.

## Историја
Осмијум, као најтежи хомолог 8. групе периодног система, открио је Смитсон Тенант 1804. заједно са иридијумом, као остатак након што је платину растворио у царској води. Назив осмијум настао је због мириса сличног репи (грч. ὀσμή, osmē „мирис, смрад“) његових испарљивих тетроксида у врло слабим концентрацијама.
Међу првим важнијим апликацијама овог метала на почетку 20. века била је његова употреба као материјал за жарне нити у сијалицама, које је начинио Карл Ауер. Назив компаније Осрам изведен је управо из назива метала који су се у ту сврху користили, осмијума и волфрама. Међутим у својим апликацијама, кориштење осмијума имало је и неке недостатке. Осим високе цене, проблем је представљао и веома тешка обрада овог метала. Осмијум је веома крхак и не може се лако извлачити у жице. Због тога су се жарне нити за сијалице израђивале тако што се паста која се садржавала осмијум наносила на органске састојке те се жарила на високој температури. Тако направљене нити су биле доста дебеле за високе електричне напоне а истовремено и веома осетљиве на вибрације и промене напона. Након краћег времена, осмијум у жарним нитима је замењен најпре танталом те напокон волфрамом.

## Особине

### Физичке
Метални осмијум је сјајни тешки метал, челично-плавкасте боје чак и при врло високим температурама. Гради легуре са платином. Он се кристализује у дихексагоналном бипирамидалном кристалном систему у  са параметрима решетке a=373,5 pm, c=413,9 pm као и две формулске јединице по елементарној ћелији. Осмијум је испред иридијума као елемент са највећом густином. Кристалографска мерења и прорачуни дају густину за осмијум 22,59 g/cm3, а за иридијум 22,56 g/cm3 у природној изотопској смеси. Стога је осмијум најгушћи елемент који се може наћи на Земљи.
Међу свим платинским металима, осмијум има највишу тачку топљења и најнижи притисак паре. Његов модул компресије од 462 GPa је највиши од свих познатих елемената и једињења, тако да је чак мање стишљив од дијаманта који има тај модул са 443 GPa. Испод критичне температуре од 0,66 K, осмијум постаје суперпроводник.

### Хемијске
Осмијум припада племенитим металима, јер је релативно инертан у већини хемијских реакција. Реагује директно само са неметалима флуором, хлором и кисеоником. Међутим, реакција кисеоника и компактног осмијума одвија се тек при црвеном усијању осмијума. У зависности од услова реакције, настаје осмијум тетроксид (на нижим температурама и вишем притиску кисеоника) или осмијум триоксид. Фино иситњени осмијум већ при собној температури у траговима гради веома отровни осмијум тетроксид.
У неоксидирајућим минералним киселинама, осмијум се не раствара, а чак га не напада ни царска вода при нижим температурама. Међутим, нападају га врло јака оксидирајућа средства, на пример концентрована азотна киселина, врућа сумпорна киселина, као и алкалне оксидативне истопљене соли, попут истопљених натријум пероксида или калијум хлората.

### Изотопи
Позната су укупно 34 изотопа и шест нуклеарних изомера осмијума, од чега се у природи налази седам изотопа са масама 184, 186, 187, 188, 189, 190 и 192. Изотоп 192Os sa udjelom od 40,78% од природне смеше изотопа је најчешћи изотоп овог елемента, док је изотоп 184Os са 0,02% најређи. Само један (вероватно два, уз 184Os) природни изотоп 186Os је благо радиоактиван, а његово време полураспада износи око 2 трилиона година. Радиоактивност изотопа 184Os је проглашена, али није потврђена; време полураспада је најмање 12 билиона година, а требало би да буде око 30 билиона година.
Осим ових, постоји још 27 других изотопа са доста краћим временом полураспада у распону од 162 до 196, који као и краткоживећи нуклеарни изомери, постоје само у лабораторијама.
Два изотопа осмијума 187 и 189 могу се употребити за НМР испитивања. Међу вештачким нуклидима, изотопи 185 (време полураспада 96,6 дана) и 191Os (15 дана) користе се у нуклеарној медицини као трасери.
Однос између изотопа 187 и 188Os служи у ренијум осмијум хронометрима за одређивање старости жељезних метеорита, јер се изотоп 187 спорије распада од 187 (време полураспада 4,12 · 1010 година).

## Распрострањеност
Са уделом од 1 · 10−6 % у Земљиној кори, осмијум је веома редак. Јавља се готово увек у парагенези са другим платинским металима рутенијумом, родијумом, иридијумом, паладијумом и платином. Осмијум се често јавља и самородан, али и везан у виду сулфида, селенида или телурида.
Налазишта осмијума могу се разликовати као примарна и секундарна. Примарна налазишта су руде бакра, никла, хрома или жељеза, у којима се налазе платински метали у врло малим количинама у везаном облику. Није позната ниједна „самостална” руда осмијума. Поред ових руда, постоје и секундарна налазишта у којима се осмијум и други платински метали налазе у самородном облику. У тим налазиштима, метали су испрани из околног материјала деловањем воде или атмосферских утјецаја, па су се због своје велике густине концентрисали на погодним местима. При томе, осмијум се налази претежно у својим природним легурама у виду осмиридија и иридосмијума, који осим осмијума садржи углавном иридијум па се распознаје према свом претежном „састојку”.
Најважнија налазишта никлових руда богатих платинским металима, а самим тим и осмијумом, налазе се у Канади (Садбури, Онтарио), Русији (планински ланац Урал) и Јужноафричкој Републици (Витвотерсранд). Секундарна налазишта налазе се у подножју Урала, у Колумбији, Етиопији и на острву Борнео.

## Добијање
Производња осмијума није лака нити јефтина, а одвија се углавном у склопу добијања других племенитих метала попут злата или платине. Процеси који се при том примењују користе различите особине појединих племенитих метала и њихових једињења, при чему се одваја један по један елемент.
Као почетна сировина служе руде које садрже племените метале или анодни муљ из производње никла или злата. Руда се најприје раствара у царској води. При том злато, паладијум и платина прелазе у раствор, а преостају други платински метали и сребро. Даље сребро реагује до нерастворљивог сребро хлорида, који се може одвојити са олово карбонатом и азотном киселином (градећи сребро нитрат). Топљење са натријум бисулфатом и напокон таложењем, може се растворити родијум у виду родијум сулфата и одвојити. Затим се преостали материјал раствара са натријум пероксидом, при чему се растварају осмијум и рутенијум, а преостаје нерастворљиви иридијум. Када се овај раствор третира са хлором, настају испарљиве материје рутенијум тетроксид и осмијум тетроксид. Додавање алкохолних натронских база раствара се осмијум тетроксид и на тај начин га је могуће одвојити од рутенијума. Даље се осмијум исталожи са амонијум хлоридом као комплекс и напокон редуцира са водоником до металног осмијума:
{\displaystyle \mathrm {[OsO_{2}(NH_{3})_{4}]Cl_{2}+3\ H_{2}\longrightarrow } } {\displaystyle \mathrm {Os+4\ NH_{4}^{+}+2\ Cl^{-}+2\ OH^{-}} }
Осмијум се производи у веома малим количинама. Светска производња износи око 100 kg годишње. У Сједињеним Америчким Државама, ни произвођачи нити Амерички геолошки институт нису објавили податке о произведеној количини осмијума. Према проценама потрошње у САД из 1971. сматра се да је она износила око 62 kg, што упућује да производња осмијума не прелази једну тону годишње. Процењена производња у САД 2012. износила је око 75 kg.